# All About You (canção de Hilary Duff)
"All About You" é uma canção da artista musical estadunidense Hilary Duff, gravada para seu quinto álbum de estúdio Breathe In. Breathe Out. (2015). Escrita por Duff, Savan Kotecha, Kristian Lundin, e Carl Falk, e produzida pelos dois últimos, a obra foi lançada como segundo single depois de "Chasing the Sun". Em termos musicais, se inspira no folk pop, possuindo em seu arranjo musical um banjo, palmas, e uma forte presença de tambor. Liricamente, a canção fala sobre a intérprete está tão entusiasmada com seu namorado que está disposta a provar seu verdadeiro amor por ele em qualquer lugar.
"All About You", em geral, foi bem recebida pela crítica musical, que relatou semelhanças entre a faixa e trabalhos de artistas como Taylor Swift e The Lumineers. Comercialmente, tornou-se mais bem sucedida do que sua antecessora na Austrália, onde conseguiu chegar as vinte primeiras posições; algo que com Duff não ocorria a nove anos. No mesmo país, a música recebeu uma certificação de ouro por suas vendas digitais. Em outros lugares ela teve menos impacto, como no país natal da cantora, onde não entrou para sua principal tabela, a Billboard Hot 100, traçando somente na Bubbling Under Hot 100 e na Pop Songs.
Como forma de divulgação, lançou-se um vídeo lírico para a música, onde Duff aparece seduzindo a câmera, com uma sucessão de close-ups da cantora. O vídeo oficial da música foi dirigido por Declan Whitebloom e retrata a cantora perseguindo um cara que ela encontra em uma lanchonete, enquanto ela faz uma coreografia com suas dançarinas. A cantora promoveu a faixa com algumas performances ao vivo no The X Factor da Austrália e nos programas Good Morning America e Live! with Kelly & Michael.

## Antecedentes
Depois de passar sete anos sem lançar músicas novas, Duff anunciou que estava gravando um novo álbum. "Estou trabalhando com um monte de gente. Ainda estou escrevendo, assim o processo segue em andamento", disse a MTV News durante o tapete vermelho do iHeartRadio Music Awards em 2014. Ela também declarou que o álbum possuiria um "ambiente indie-pop". Em 29 de julho de 2014, Duff anuncia "Chasing the Sun" como carro-chefe do novo disco, que ainda estava sendo produzido. A canção recebeu críticas geralmente favoráveis por parte dos críticos de música e estreou na 79.° posição na Billboard Hot 100, a principal parada estadunidense. No entanto, menos de um mês depois do lançamento do single citado, Duff anunciou que lançaria um novo chamado "All About You".

## Performances ao vivo
A divulgação feita para "All About You" foi mínima; com apenas cinco apresentações televisivas. A primeira delas ocorreu em 8 de setembro de 2014 no show de talentos australiano The X Factor. No dia seguinte, Duff participou do programa Take 40 Australia, no qual ela apresentou uma versão acústica do single. Ela também cantou a música no talk show australiano Sunrise em 11 de setembro de 2014. Em território estadunidense, Duff performou a canção primeiramente no Good Morning America em 7 de outubro de 2014 e, logo após no Live! with Kelly & Michael em 8 de outubro de 2014.

## Desempenho comercial
Na Austrália, "All About You" estreou no ARIA Singles Chart na vigésima primeira posição, durante a semana de 21 de setembro de 2014. Mais tarde, o single alcançou a vigésima posição na mesma tabela, tornando-se o primeiro em nove anos a se posicionar entre as primeiras vinte colocações no país; o último trabalho de Duff a alcançar tal feito havia sido "Beat of My Heart" (2005). Neste país também foi certificado como disco de ouro pela Australian Recording Industry Association (ARIA) por 35 mil cópias digitais comercializadas. Em outros lugares, recebeu pouco impacto nas paradas, como nos Estados Unidos, onde a faixa não conseguiu entrar na Billboard Hot 100, embora tenha ficado no 19.º posto da Bubbling Under Hot 100, que lista as faixas que quase conseguiram entrar na tabela principal do país. No Canadá, a obra chegou ao 91.ª lugar na Canadian Hot 100. Além disso, "All About You" posicionou-se na 38.ª posição da Pop Songs, que lista as canções do gênero pop mais vendidas nos Estados Unidos semanalmente.
| Parada musical (2012)                   | Melhor posição |
| --------------------------------------- | -------------- |
| Austrália (ARIA Singles Chart)          | 20             |
| Canadá (Canadian Hot 100)               | 91             |
| Eslováquia (Singles Digitál Top 100)    | 77             |
| Estados Unidos (Bubbling Under Hot 100) | 19             |
| Estados Unidos (Pop Songs)              | 38             |
| Chéquia (Singles Digitál Top 100)       | 60             |

| País             | Certificação |
| ---------------- | ------------ |
| Austrália (ARIA) | Ouro         |

## Créditos
Lista-se abaixo os profissionais envolvidos na elaboração de "All About You", de acordo com o site Qobuz.com.
- Composição - Hilary Duff, Kristian Lundin, Savan Kotecha, Carl Falk
- Produção - Kristian Lundin, Carl Falk
- Gravação - Steve Marcantonio
- Guitarra - Carl Falk
- Engenharia - Cory Bice, John Hanes
- Mixagem - Serban Ghenea

## Histórico de lançamento
"All About You" foi adicionada nas rádios estadunidenses em 26 de agosto de 2014. Foi comercializada digitalmente em 12 de agosto de 2014 nos Estados Unidos através da RCA Records. Após um dia foi lançada simultaneamente em países do continente europeu pela Sony Music e, em 22 de outubro no Japão através da mesma gravadora. Seu último lançamento ocorreu no Reino Unido em 6 de julho de 2015.
| País           | Data                  | Formato          | Gravadora |
| -------------- | --------------------- | ---------------- | --------- |
| Estados Unidos | 12 de agosto de 2014  | Download digital | RCA       |
| Alemanha       | 13 de agosto de 2014  | Download digital | Sony      |
| Áustria        | 13 de agosto de 2014  | Download digital | Sony      |
| Bélgica        | 13 de agosto de 2014  | Download digital | Sony      |
| Espanha        | 13 de agosto de 2014  | Download digital | Sony      |
| França         | 13 de agosto de 2014  | Download digital | Sony      |
| Itália         | 13 de agosto de 2014  | Download digital | Sony      |
| Suíça          | 13 de agosto de 2014  | Download digital | Sony      |
| Estados Unidos | 26 de agosto de 2014  | Rádio mainstream | RCA       |
| Japão          | 22 de outubro de 2014 | Download digital | Sony      |
| Reino Unido    | 6 de julho de 2015    | Download digital | RCA       |